# Primož Prošt
Pour les articles homonymes, voir Prost.
Primož Prošt, né le 14 juillet 1983 à Trbovlje en Yougoslavie (aujourd'hui en Slovénie) est un handballeur slovène qui évolue au poste de gardien de but.

## Biographie
En avril 2012, il est élu meilleur joueur du mois du championnat de France.
Mis en examen dans l'affaire des paris suspects concernant le match Cesson Rennes - Montpellier, il démissionne en novembre 2012 du MAHB et retourne vivre dans son pays, en Slovénie. Avant de quitter Montpellier, Primoz Prost est allé dans le vestiaire présenter ses excuses à ses coéquipiers. Il en a fait de même avec la direction et les salariés du club. Il écopera finalement de 6 matchs de suspensions dont 2 avec sursis. En attendant de trouver un nouveau point de chute, il s'entraîne dans le club slovène Gorenje Velenje où il a évolué entre 2004 et 2008.
Alors qu'il n'est officiellement licencié dans aucun club, il est tout de même sélectionné pour participer au championnat du monde 2013 en Espagne. Prost et son homologue Gorazd Škof réalisent de bonnes performances et contribuent au très bon parcours de la Slovénie qui atteint la demi-finale de la compétition. Dans la foulée, il s'engage avec le club allemand de Frisch Auf Göppingen pour la fin de la saison. Ces bonnes prestations sur et en dehors du terrain lui permettent d'obtenir rapidement une prolongation de contrat de 3 ans jusqu'en 2016.
Le 10 juillet 2015, il est reconnu coupable d'escroquerie par le tribunal de Montpellier dans l'affaire des paris truqués liés au match de mai 2012 entre Cesson et Montpellier.

## Palmarès

### En club
Compétitions internationales
- Vainqueur de la Coupe de l'EHF (C3) (1) : 2016

Compétitions nationales
- Vainqueur du Championnat de France (1) : 2012
- Vainqueur de la Coupe de France (1) : 2012
- Vainqueur de la Coupe de la Ligue (1) : 2012
- Vainqueur du Trophée des champions (1) : 2011

### En équipe nationale
- 4e place au championnat du monde 2013 en  Espagne
- 8e place au championnat du monde 2015 au  Qatar